# 13 رمضان
- السبت
- الأحد
- الاثنين
- الثلاثاء
- الأربعاء
- الخميس
- الجمعة

- 11 مارس 2025
- 22 مارس 2025
- 33 مارس 2025
- 44 مارس 2025
- 55 مارس 2025
- 66 مارس 2025
- 77 مارس 2025
- 88 مارس 2025
- 99 مارس 2025
- 1010 مارس 2025
- 1111 مارس 2025
- 1212 مارس 2025
- 1313 مارس 2025
- 1414 مارس 2025
- 1515 مارس 2025
- 1616 مارس 2025
- 1717 مارس 2025
- 1818 مارس 2025
- 1919 مارس 2025
- 2020 مارس 2025
- 2121 مارس 2025
- 2222 مارس 2025
- 2323 مارس 2025
- 2424 مارس 2025
- 2525 مارس 2025
- 2626 مارس 2025
- 2727 مارس 2025
- 2828 مارس 2025
- 2929 مارس 2025
- 130 مارس 2025
- 231 مارس 2025
- 31 أبريل 2025
- 42 أبريل 2025
- 53 أبريل 2025
- 64 أبريل 2025

13 رمضان أو 13 رمضان المُبارك أو يوم 13 \ 9 (اليوم الثالث عشر من الشهر التاسع) هو اليوم التاسع والأربعون بعد المائتين (249) من أيَّام السنة (أو الخمسون بعد المائتين لو كان شهر شعبان مُتممًا لليوم الثلاثين أو الحادي والخمسون بعد المائتين لو أتم كلًا من صفر وربيع الآخر وجمادى الآخرة وشعبان ثلاثين يومًا) وفق التقويم الهجري القمري (العربي). يبقى بعده 105 أو 106 أيَّام لانتهاء السنة.

## أحداث
- 15 هـ - وصول الخليفة عمر بن الخطاب إلى الشام ليستلم مفاتيح بيت المقدس من البطريرك صفرونيوس، بعد معارك ضارية لجنود الإسلام لفتح ديار الشام، وكتب عهدًا لأهلها يؤمن أرواحهم وأموالهم عرف باسم العهدة العمرية.
- 67 هـ - ظهور الطاعون وانتشاره في الحجاز، وسُمّي «الطاعون الجارف» لأنه كان يجرفُ من يتعرض له ولا يهرب منه وقد كان ذلك أيام حكم عبد الله بن الزبير للحجاز. كان إجمالي ما مات بذلك الطاعون حوالي مائتي ألف شخص منهم ثمانون ولدًا للصحابي أنس بن مالك.
- 202 هـ - وقوع ثورة الربض بقرطبة ضد حكم الأمير الحكم بن هشام. وكان من نتائجها إجلاء قطاع كبير من سكان ضاحية الربض عن قرطبة.
- 250 هـ - الخليفة العباسي أحمد المستعين بالله يرسل جيشًا يقوده موسى بن بغا الكبير إلى حمص بعد أن كان أهلها قد وثبوا على الوالي وقتلوه في شهر رجب. وقد حاربهم ذلك الجيش وهزمهم وقتل الكثير من أهل حمص وأحرق المدينة وأسر جماعة من أهلها.
- 255 هـ - قام أهل بغداد والجنود فيها بحركة عصيان على السلطة العباسية، ففتحوا سجن بغداد، وأطلقوا سراح من فيه، ووثب الجنود على القادة، وكانت فتنة هائلة أسهب المؤرخ الطبري في شرح وقائعها.
- 484 هـ - إقامة أول صلاة جمعة بجامع الجيوش بجبل المقطم في القاهرة. بني هذا المسجد على يد بدر الجمالي والي عكا الذي استدعاه الخليفة المستنصر بالله الفاطمي أثر سوء الأحوال في مصر نتيجة ضائقة اقتصادية شديدة شهدت أيامًا سوداء عُرفت باسم «الشّدة العظمى».
- 816 هـ - بعد أن هزم السلطان المملوكي المؤيد شيخ غريمه الأمير نوروز أصدر السلطان تعديلات في المناصب ليؤكد سلطانه، فعيّن الأمير قايتباي واليًا على الشام عوضًا عن غريمه الأمير نوروز، وعيّن الأمير الطنبغا بدلًا من الأمير قايتباي الذي أصبح واليًا على الشام، وعيّن الأمير إينال الصصلاوي واليًا على حلب محل الأمير طوخ، وعيّن الأمير سودون واليًا على غزة محل إينال الرجبي.
- 875 هـ - عودة الأمير أزبك قائد الجيش المملوكي في عهد السلطان قايتباي إلى القاهرة قادمًا من البحيرة وهو في موكب هائل تتقدمه الموسيقى والأنوار، وصعد للقلعة في الصباح، وكان الأمير أزبك في البحيرة يحارب الثوار من الأعراب.
- 1368 هـ - إعدام مؤسس الحزب السوري القومي الاجتماعي أنطون سعادة.
- 1387 هـ - الجبهة الشعبية لتحرير فلسطين تصدر بلاغها العسكري الأول.
- 1396 هـ - منظمة التحرير الفلسطينية تأخذ وضع عضو كامل في جامعة الدول العربية.
- 1402 هـ - اختطاف أربعة ديبلوماسيين إيرانيين خلال الغزو الإسرائيلي للبنان.
- 1408 هـ - معمر القذافي يقود جرافة بنفسه ويهدم نقطة الحدود بين ليبيا وتونس.
- 1418 هـ - وقوع مذبحة سيدي حامد في الجزائر والتي أدت إلى وقوع أكثر من 100 قتيل.
- 1436 هـ -
  - قوات الاحتلال الإسرائيلي تعترض أسطول الحرية 3 الذي يتجه إلى قطاع غزة وتقتاده لميناء أشدود بمن فيه.
  - مقتل هشام بركات النائب العام المصري نتيجة انفجار سيارة ملغومة استهدفت موكبه في القاهرة.
- 1438 هـ -
  - هجومان مسلحان متزامنان يستهدفان مبنى مجلس الشورى وضريح الخميني، يسفر عن مقتل 17 شخصًا وإصابة 40 بجروح.
  - رئيس إقليم كردستان مسعود برزاني يعلن عن تحديد يوم 25 سبتمبر 2017م موعدا لإجراء استفتاء استقلال كردستان العراق في المستقبل عن العراق.
  - اكتشاف بقايا بشرية في جبل إيغود في المغرب، تصحح عمر الإنسان العاقل على سطح الأرض من 195 ألف سنة إلى 300 ألف سنة.
- 1442 هـ - إعلان غرق الغواصة كي آر آي نانجالا 402 التابعة للبحرية الإندونيسية في شمال بالي، وعلى متنها 53 بحارًا.

## مواليد
- 1199 هـ - محمود الثاني، السلطان العثماني الثلاثون.
- 1331 هـ - مناحيم بيجن، رئيس وزراء إسرائيل الأسبق.
- 1364 هـ - منير فخري عبد النور، سياسي مصري.
- 1367 هـ محمد حسين آل ياسين، لغوي وأستاذ جامعي وشاعر عراقي.
- 1371 هـ - محمد شعيب، لاعب كرة قدم كويتي.
- 1377 هـ - علي جمعة، ممثل كويتي.
- 1389 هـ - بننو يلدرملار، ممثلة تركية.
- 1391 هـ - أمية ملص، ممثلة سورية.
- 1401 هـ - خالد عزيز، لاعب كرة قدم سعودي.
- 1402 هـ - ريم هلال، ممثلة مصرية.
- 1410 هـ - ذياب عوانة، لاعب كره قدم إماراتي.

## وفيات
- 40 هـ - أبو لبابة، صحابي من الأنصار.
- 95 هـ - الحجاج بن يوسف الثقفي، قائد أموي ووالي الكوفة.
- 181 هـ - عبد الله بن المبارك المروزي، عالم وإمام مجاهد مجتهد.
- 272 هـ - ابن ماجة، صاحب سنن ابن ماجه أحد كتب الصحاح الستة.
- 418 هـ - أبو القاسم المغربي، أديب لغوي وكاتب وشاعر ووزير عباسي.
- 524 هـ - محمد بن تومرت، مؤسس الدولة الموحدية في المغرب.
- 916 هـ - جلال الدين بن هبة الله، عالم مسلم وقاضي شامي.
- 985 هـ - إسماعيل الثاني الصفوي، ثالث شواهين الدولة الصفوية.
- 1265 هـ - محمد علي باشا، والي مصر ومؤسس الأسرة العلوية.
- 1315 هـ - إبراهيم بن أبي الفتح الزنجاني، عالم ومؤلف وفيلسوف شيعي إيراني.
- 1361 هـ - غمام الهمذاني، شاعر إيراني.
- 1364 هـ - مصطفى المراغي، شيخ من شيوخ جامع الأزهر.
- 1368 هـ - أنطون سعادة، سياسي لبناني ومؤسس الحزب السوري القومي الاجتماعي.
- 1381 هـ - صلاح سالم، أحد أعضاء حركة الضباط الأحرار.
- 1382 هـ - عبد الكريم الخطابي، زعيم ومناضل مغربي.
- 1406 هـ - عمر التلمساني، المرشد العام الثالث لجماعة الإخوان المسلمين في القاهرة.
- 1428 هـ - حيدر عبد الشافي، طبيب وسياسي فلسطيني وكبير المفاوضين الفلسطينيين السابق.
- 1434 هـ - هيلين توماس، إعلامية أمريكية من أصل لبناني وكبيرة مراسلي البيت الأبيض المخضرمة.
- 1436 هـ - هشام بركات، النائب العام المصري.
- 1439 هـ - محمد أحمد الحارثي، شاعر وكاتب عماني.

## وصلات خارجية
- موقع قصة الإسلام: حدث في شهر رمضان.